# Notre-Dame (Le Bourg-Dun)

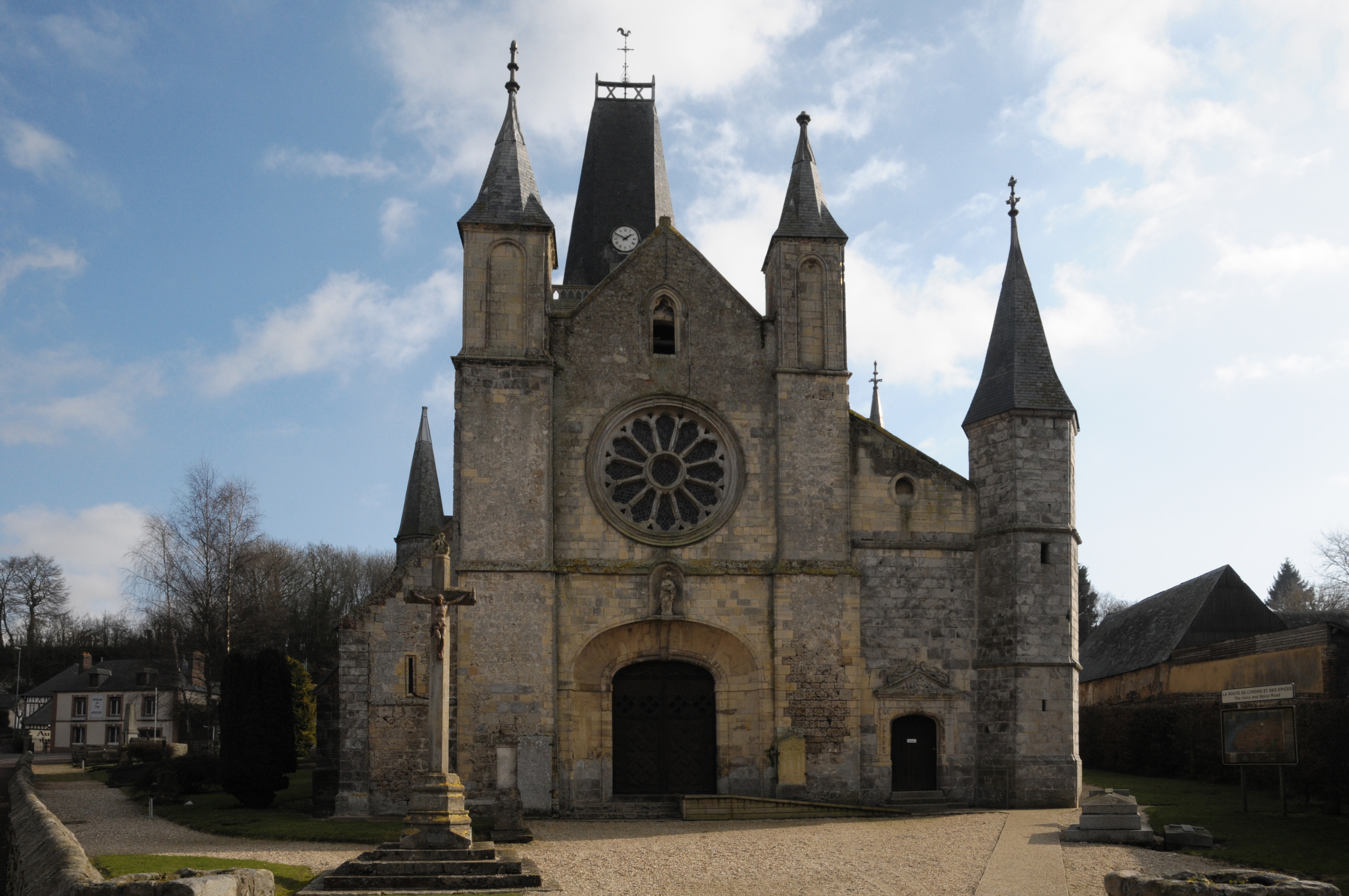
Kirche Notre-Dame in Le Bourg-Dun

Die römisch-katholische Kirche Notre-Dame in Le Bourg-Dun, einer französischen Gemeinde im Département Seine-Maritime in der Region Normandie, wurde ab dem 11. Jahrhundert errichtet. Die romanische Kirche ist seit 1862 ein geschütztes Baudenkmal (Monument historique).

## Geschichte
An der Stelle der heutigen Kirche stand bis zu den Zerstörungen im Zuge der Normanneneinfälle eine Abteikirche, deren Reste von Herzog Richard II. dem Kapitel von St-Quentin geschenkt wurden. Die 45 Meter lange Kirche besitzt zwei Seitenschiffe und ein Querhaus. Das ursprünglich romanische Gebäude wurde im 19. Jahrhundert stark verändert. Die ältesten Teile aus dem ausgehenden 11. Jahrhundert sind die Nordwand des Langhauses, die ersten Chorjoche sowie der nördliche Querhausarm. Das Langhaus stammt aus dem ausgehenden 12. Jahrhundert, der Chor im Wesentlichen aus dem 13. und die Südseite aus dem 14. und 15. Jahrhundert.